# Trochoidea jimenensis
Trochoidea jimenensis é uma espécie de gastrópode  da família Hygromiidae.
É endémica de Espanha.